# ラブドガン
『ラブドガン』は、渡辺謙作監督・脚本による2004年の日本のドラマ映画。

## ストーリー
孤独な少女（宮崎あおい）と殺し屋（永瀬正敏）との出会いからの二人の心の交流を軸に、師弟関係にあった殺し屋との対決を絡めた作品。

## キャスト
- 葉山田且士 - 永瀬正敏
- 小諸観幸 - 宮崎あおい
- 丸山定 - 岸部一徳
- 種田太志 - 新井浩文
- 門脇組長 - 荒戸源次郎
- 長谷川医師 - 野村宏伸
- 葉山田明良 - 田辺誠一

## スタッフ
- 監督・脚本 - 渡辺謙作
- 音楽 - Dhal
- 製作 - 「ラブドガン」製作委員会（リトル・モア、衛星劇場、ポニーキャニオン、フィルムメイカーズ）
- 配給 - リトルモア